# Андерсен, Петер Риис
Петер Риис Андерсен (дат. Peter Riis Andersen, род. 25 июля 1980) — датский профессиональный велогонщик, четырёхкратный чемпион Дании по маунтинбайку (2001, 2004, 2005, 2007), чемпион Дании по велокроссу среди спортсменов до 23 лет (2001).

## Спортивная карьера
В 2000 году Петер Андерсен занял третье место на чемпионате Дании по маунтинбайку. В 2001 году он стал чемпионом Дании по маунтинбайку, повторив этот успех в 2004, 2005 и 2007 годах. В 2003 и в 2006 году он занимал второе место на этом чемпионате.
В 2001 году Петер Риис Андерсен стал чемпионом Дании по велокроссу среди спортсменов до 23 лет. В общей сложности он девять раз поднимался на пьедестал почёта на чемпионатах Дании в различных дисциплинах и возрастных группах.
В 2004 году он участвовал в кросс-кантри на Олимпийских играх и занял 18-е место.
С 2007 года он выступал за континентальную команду GLS. В 2007 году он выиграл четвёртый этап Гран-при Рингерике.
В 2008 году на чемпионате Европы по маунтинбайку в Альбштадте он занял второе место в кросс-кантри марафоне и завоевал свою первую международную медаль.
В 2008 году он выступал за немецкую команду ALB-GOLD на горных велосипедах и датскую команду GLS Pakke Shop на шоссейных велосипедах. Тренировал Петера Андерсена немец Кристоф Вайс.
Петер Риис Андерсен собирался принять участие в Олимпийских играх 2008 года в Пекине, но был исключён из команды, когда 28 июля 2008 года стало известно, что допинг-тест, проведённый Антидопинговой службой Дании 25 июня, показал незаконное использование вещества эритропоэтин. В то же время его контракт с командой ALB-GOLD был аннулирован. Позже в тот же день Петер Риис Андерсен признался, что принимал эритропоэтин с мая 2008 года, чтобы компенсировать плохие результаты в начале сезона в страхе быть исключённым из олимпийской команды. Из-за этого проступка спонсор Alb Gold прекратил спонсорство в конце 2008 года, и команду пришлось расформировать, а Андерсен завершил спортивную карьеру.

### Достижения

#### Маунтинбайк
| Афины 2004 18-й на кросс-кантри Вейл 2001 9-й на кросс-кантри среди любителей Капрун 2002 9-й на смешанной командной эстафете Лугано 2003 5-й на смешанной командной эстафете Бад-Гойзерн 2004 16-й на кросс-кантри марафоне Лиллехаммер 2005 4-й на кросс-кантри марафоне Форт-Уильям 2007 14-й на кросс-кантри Санкт-Вендель 2001 на кросс-кантри среди любителей Клёйсберген 2005 8-й на кросс-кантри Кьес-д’Альпаго 2006 9-й на кросс-кантри Альбштадт 2008 на кросс-кантри марафоне | 1997 Чемпионат Дании, кросс-кантри среди юниоров 1998 2-й на Чемпионате Дании, кросс-кантри среди юниоров 2000 3-й на Чемпионате Дании, кросс-кантри 2001 Чемпионат Дании, кросс-кантри 2003 2-й на Чемпионате Дании, кросс-кантри 2004 Чемпионат Дании, кросс-кантри 2005 Чемпионат Дании, кросс-кантри 2006 2-й на Чемпионате Дании, кросс-кантри 2007 Чемпионат Дании, кросс-кантри |

#### Шоссе
2007
4-й этап Гран-при Рингерике

#### Велокросс
1996—1997
3-й на Чемпионате Дании среди юниоров
1997—1998
2-й на Чемпионате Дании среди юниоров
1999—2000
2-й на Чемпионате Дании среди любителей
2000—2001
 Чемпионат Дании по велокроссу среди любителей
2001—2002
3-й на Чемпионате Дании среди любителей

## Научная карьера
Будучи студентом медицинского факультета Копенгагенского университета (Центр здорового долголетия), Петер Риис Андерсен опубликовал научные работы:
- Ulla Plenge, Bo Belhage, Amelia Guadalupe-Grau, Peter R. Andersen, Carsten Lundby, Flemming Dela, Nis Stride, Frank Pott, Jørn Wulff W. Helge, Robert Boushel. Erythropoietin Treatment Enhances Muscle Mitochondrial Capacity in Humans (англ.) // Frontiers in Physiology. — 2012-03-13. — Т. 3. — ISSN 1664-042X. — doi:10.3389/fphys.2012.00050.
- Amelia Guadalupe-Grau, Ulla Plenge, Signe Helbo, Marianne Kristensen, Peter Riis Andersen, Angela Fago, Bo Belhage, Flemming Dela, Jørn Wulff Helge. Effects of an 8-weeks erythropoietin treatment on mitochondrial and whole body fat oxidation capacity during exercise in healthy males (англ.) // Journal of Sports Sciences. — 2015-04-03. — Vol. 33, iss. 6. — P. 570–578. — ISSN 0264-0414. — doi:10.1080/02640414.2014.951872.
- Mads Rosenkilde, Thomas Morville, Peter Riis Andersen, Katja Kjær, Hanne Rasmusen, Jens Juul Holst, Flemming Dela, Klaas Westerterp, Anders Sjödin, Jørn W Helge. Inability to match energy intake with energy expenditure at sustained near-maximal rates of energy expenditure in older men during a 14-d cycling expedition // The American Journal of Clinical Nutrition. — 2015-12. — Т. 102, вып. 6. — С. 1398–1405. — ISSN 0002-9165. — doi:10.3945/ajcn.115.109918.
- Thomas Morville, Mads Rosenkilde, Thor Munch-Andersen, Peter Riis Andersen, Katja KjæR GroenbæK, Signe Helbo, Marianne Kristensen, Andreas Vigelsø Hansen, Nick Mattsson, Hanne Kruuse Rasmusen, Amelia Guadalupe-Grau, Angela Fago, Christina Neigaard Hansen, Brigitte Twelkmeyer, Jesper LøVind Andersen, Flemming Dela, JøRn Wulff Helge. Repeated Prolonged Exercise Decreases Maximal Fat Oxidation in Older Men (англ.) // Medicine & Science in Sports & Exercise. — 2017-02. — Vol. 49, iss. 2. — P. 308–316. — ISSN 0195-9131. — doi:10.1249/MSS.0000000000001107.
- Ronni E. Sahl, Peter R. Andersen, Katja Gronbaek, Thomas H. Morville, Mads Rosenkilde, Hanne K. Rasmusen, Steen S. Poulsen, Clara Prats, Flemming Dela, Jørn W. Helge. Repeated Excessive Exercise Attenuates the Anti-Inflammatory Effects of Exercise in Older Men (англ.) // Frontiers in Physiology. — 2017-06-22. — Т. 8. — ISSN 1664-042X. — doi:10.3389/fphys.2017.00407.